# Bitoma granulata
Bitoma granulata là một loài bọ cánh cứng trong họ Zopheridae. Loài này được Blatchley miêu tả khoa học năm 1910.